# Poeke

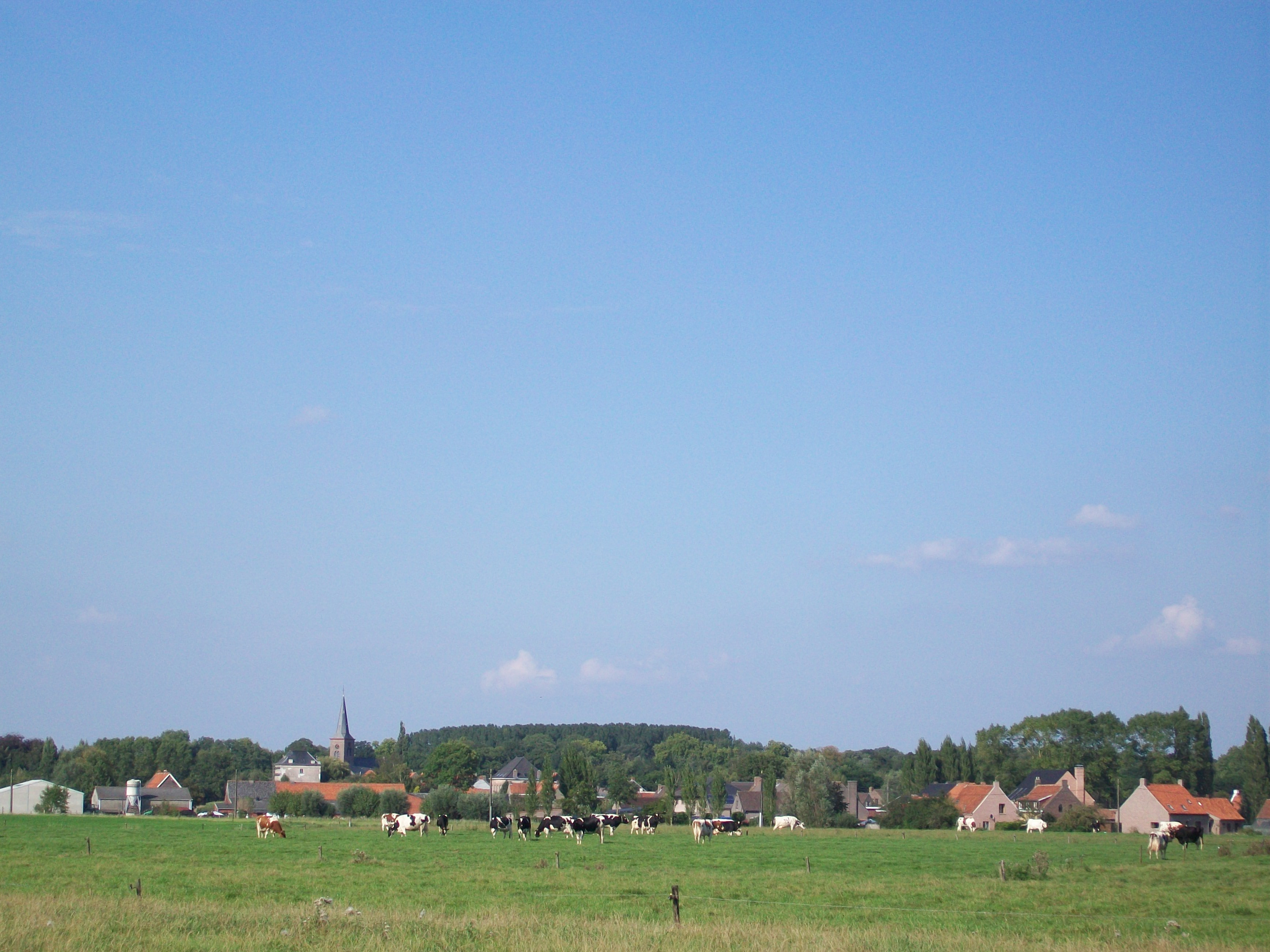
Dorpsgezicht van Poeke (september 2011).

Poeke (Frans: Poucques) is een dorp in de Belgische provincie Oost-Vlaanderen en een deelgemeente van Aalter, het was een zelfstandige gemeente tot aan de gemeentelijke herindeling van 1977. Poeke ligt op de grens tussen Zandig en Zandlemig Vlaanderen. Het is gelegen in de driehoek Tielt-Deinze-Aalter. Ten noorden van het dorpscentrum loopt de Poekebeek.

## Geschiedenis
Poeke heette in 1139 Poca, naar een gelijknamige waterloop. De naam komt van het Indoeuropese werkwoord pek-, pōk-, dat ongeveer ‘blij maken, vrolijk zijn’ betekent. Het dorp is ontstaan rond het kasteel, dat al in de 12e eeuw bestond. Ook de parochie is in die tijd gesticht door de heren van Poeke.
Poeke was tot 1977 een zelfstandige gemeente en werd nadien deel van Aalter.

## Wapenschild

### Beschrijving
- links: van sinopel, beladen met een arend van goud, gebekt en gepoot van keel
- rechts: van goud, beladen met een klimmende leeuw van sabel, getongd en genageld van keel
  - sinopel = groen
  - keel = rood
  - sabel = zwart

### Historisch karakter
Volgens het Wapenboek Gelre voerde de "here van Pooc" in de 14de eeuw een wapen van goud met gaande leeuw van sabel geklauwd en getongd van keel. De leden van de familie de Preud'homme d'Hailly de Nieuport, burggraven van Nieuwpoort en heren van Poeke, voerden een wapen van sinopel met adelaar van goud, gebekt en gepoot van keel.
Een besluit van de Nederlandse regering van 3 december 1817 heeft aan de gemeente Poeke een gedeeld schild met het wapen van deze twee herenfamilies toegestaan.

## Demografische ontwikkeling
- Bronnen:NIS, Opm:1831 tot en met 1970=volkstellingen; 1976 = inwoneraantal op 31 december

## Bezienswaardigheden
- Kasteel van Poeke en zijn domeinen
  - Natuureducatief Centrum (NEC)
  - Poekepark
  - Hondenkennel
- De Artemeersmolen (ook: Hartemeersmolen of Bollaerts Molen), gebouwd in 1810 als koren- en oliemolen, tegenwoordig enkel korenmolen. De molen is gelegen in de Artemeersstraat 14a op de grens van Poeke met Kanegem en nog steeds professioneel in gebruik.
- De Sint-Lambertuskerk is in 1842 gebouwd op de plaats van een vroegere gotische kerk. Het schilderij Sint-Lambertus van 1662 hangt boven het hoofdaltaar. Het is, samen met het schilderij van de Sint-Hubertus boven het Sint-Jansaltaar, van de hand van Petrus L. Beernaerts. Het hoofdaltaar zelf bevat als antependium een steen afkomstig van het arduinen 16de-eeuwse praalgraf van Jan III van Poeke, de laatste afstammeling van de oorspronkelijke heren van Poeke. Mooie grafmonumenten van telgen van de familie Preudhomme d’Hailly bevinden zich achter in de kerk, en aan de buitenzijde tegen de koormuren. Het orgel dateert van 1831 en is gebouwd door de bekende Nevelse orgelbouwer Leo Lovaert1802-1872.
- Het Kasteelke langs de Knokstraat werd in 1872 gebouwd door Alfred en Isabelle Preudhomme, het jaar dat de familie het kasteel van Poeke verkocht aan de familie Pycke de Peteghem.
- Het voormalige rusthuis of Godshuis is gebouwd in de periode 1894-1896. Doet nu deels dienst als bibliotheek van de deelgemeente, deels wordt het verhuurd.

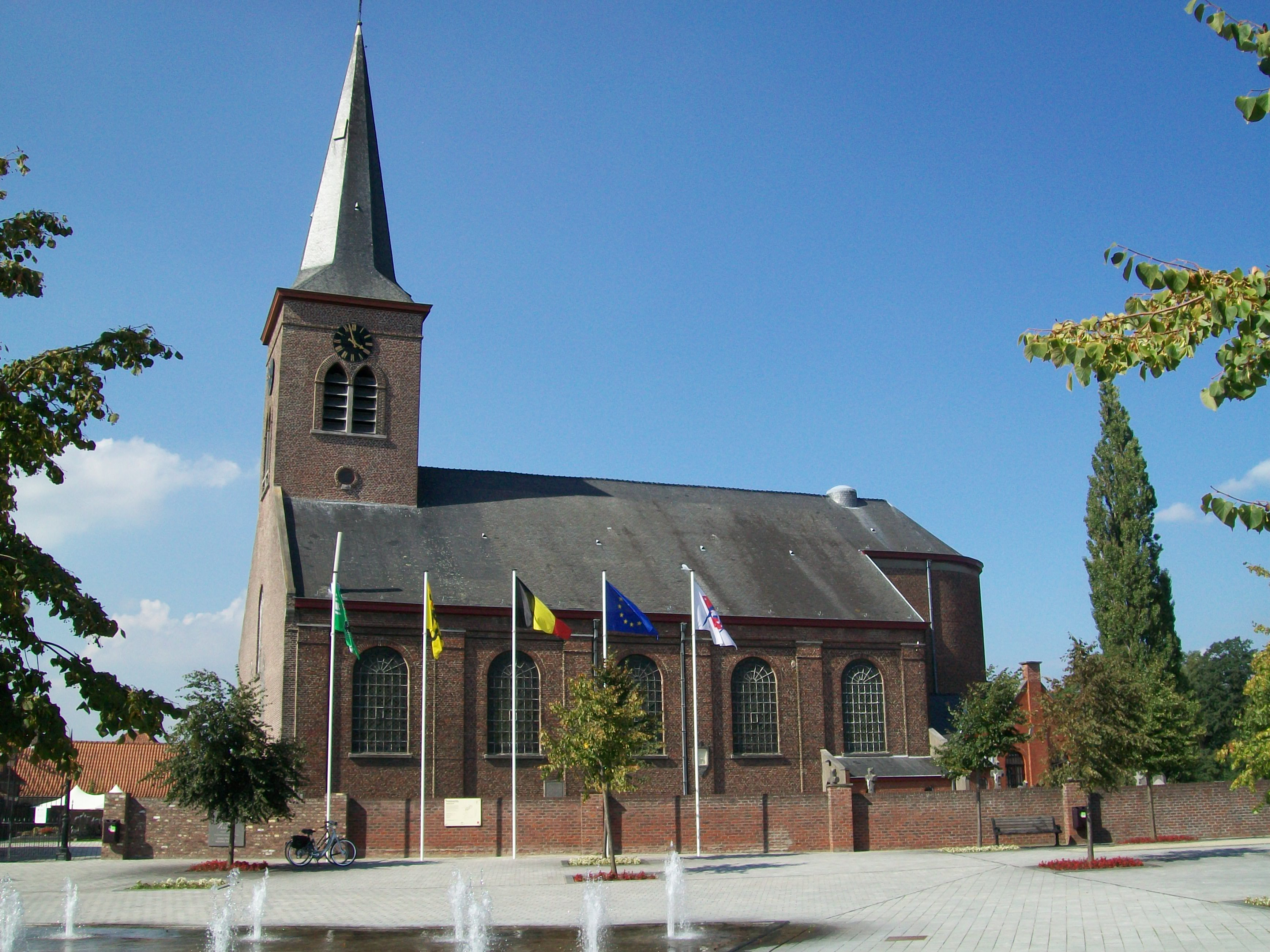
Dorpsplein met Sint-Lambertuskerk.
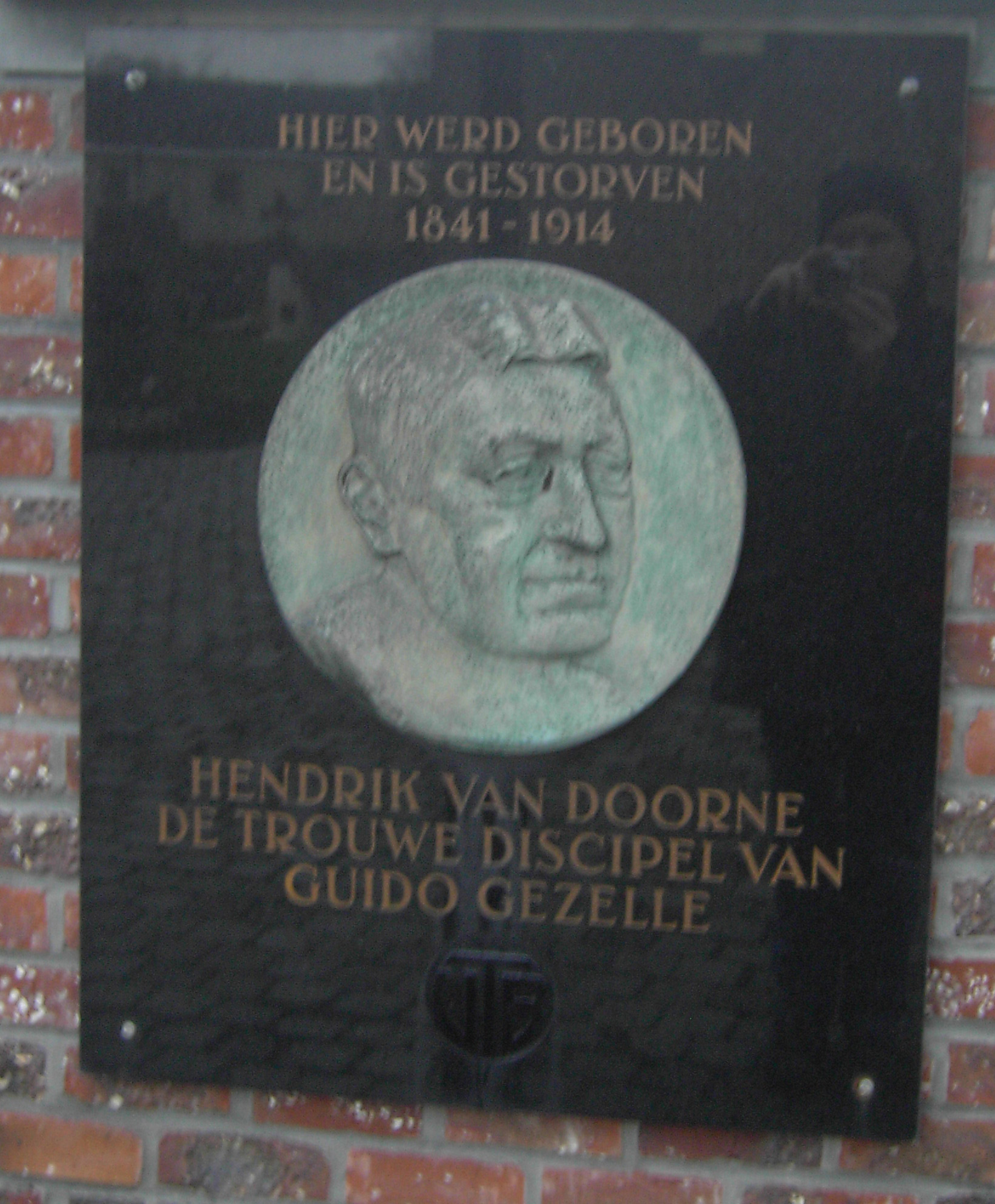
Hendrik Van Doorne.
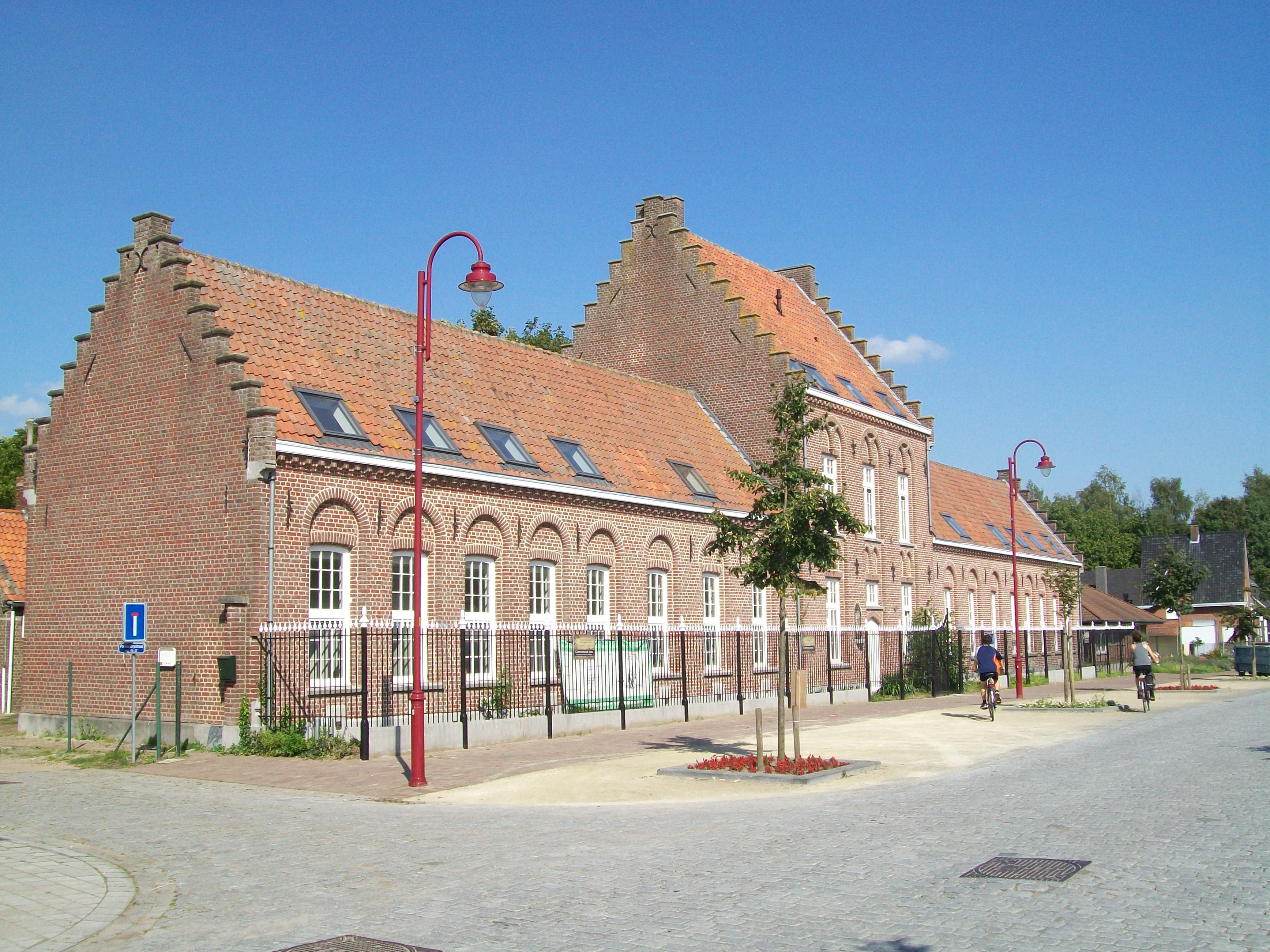
Het voormalige Godshuis uit 1896.
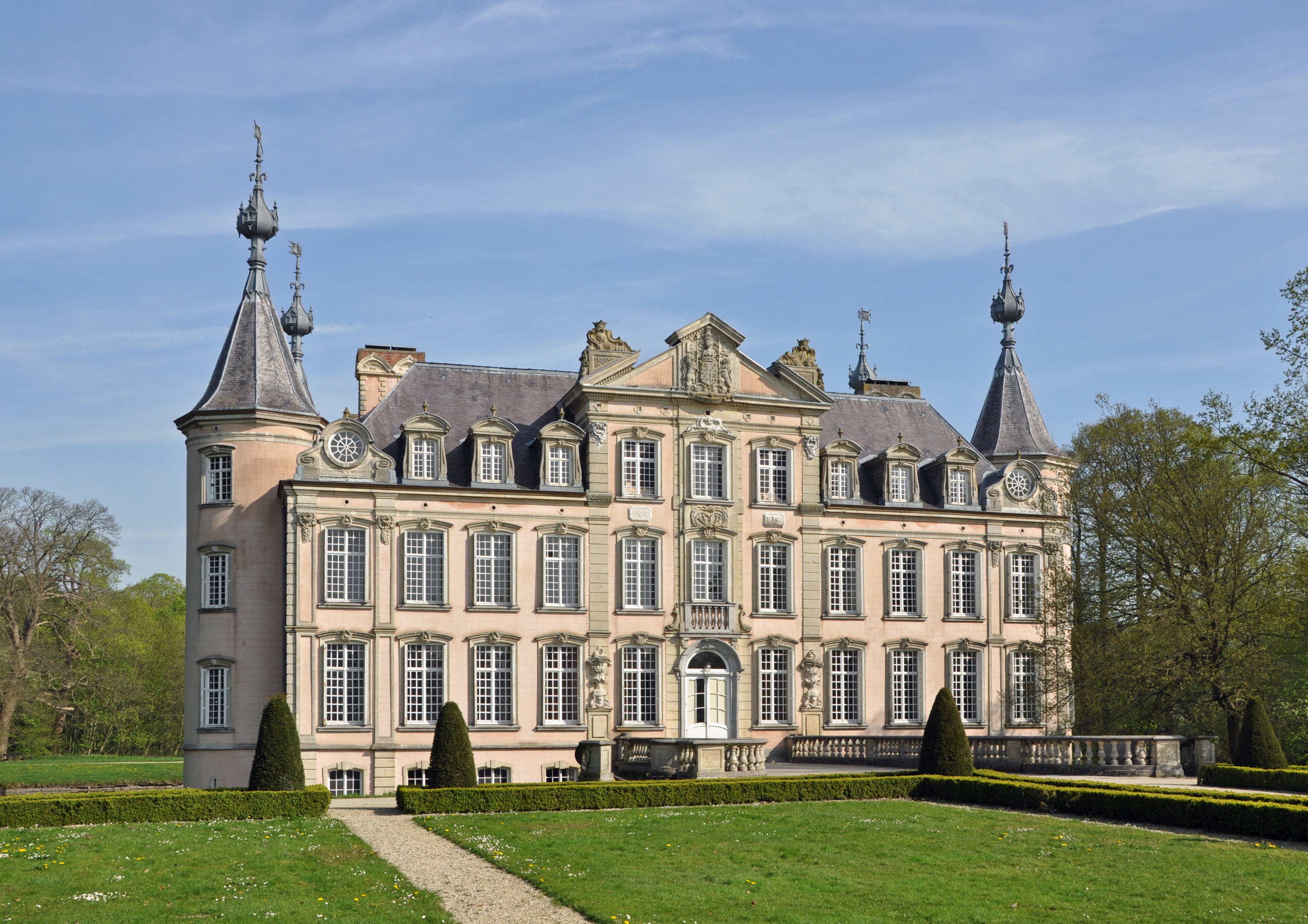
Het kasteel van Poeke.

## Natuur en landschap
Poeke ligt in Zandlemig Vlaanderen op een hoogte van ongeveer 12 meter. De belangrijkste waterloop is de Poekebeek, welke in oostelijke richting naar de Oude Kale vloeit.

## Politiek
Poeke had een eigen gemeentebestuur en burgemeester tot de fusie van 1977. De laatste burgemeester was Basiel Van de Steene.

## Nabijgelegen kernen
Lotenhulle, Ruiselede, Kanegem, Vinkt

## Varia
De bekende West-Vlaamse dichter Guido Gezelle kwam geregeld op bezoek naar Poeke. Hij verbleef dan in het plaatselijke klooster, alwaar hij gedichten schreef. Hij werd kind aan huis bij de burgemeester en notaris Jan Van Doorne, de vader van Gezelles vriend Hendrik Karel (1841-1914). Gezelle beschreef Poeke in een eigen gedicht. Hij werd hiervoor later met een straatnaam geëerd.